# Prałatura terytorialna Batanes
Prałatura terytorialna Batanes (łac. Praelatura Territorialis Batanensis) – rzymskokatolicka prałatura terytorialna na Filipinach. Powstała w 1950 z terenu diecezji Tuguegarao jako prałatura Batanes i Wysp Babuyan. Pod obecną nazwą od 2002.

## Główne świątynie
- Katedra: Katedra św. Dominika w Basco

## Lista biskupów
- Peregrin de la Fuente Nesta OP (1951–1966)
- Mario de Leon Baltazar OP (1966–1995)
- Jose Paala Salazar OP (1996–2002)
- Camilo Diaz Gregorio (2003–2017)
- Danilo Ulep (od 2017)